# Tusse
Tousin Michael Chiza (1 de gener del 2002), més conegut com a Tusse, és un cantant congolesosuec.
Chiza va néixer a la República Democràtica del Congo i va venir a Suècia tot sol com a refugiat, on viu amb una família al poble de Kullsbjörken des del 2015. Va participar en el concurs Talang 2018 (com a Tousin Chiza), on va arribar al semifinal. El 2019, Tusse va ser finalista al programa Idol. Després de la seva victòria d'Idol 2019, va publicar tres cançons.
El 13 de març del 2021 va participar en Melodifestivalen, la preselecció sueca del Festival de la Cançó d'Eurovisió. Va guanyar amb la cançó Voices i representarà Suècia al Festival de la Cançó d'Eurovisió 2021, que se celebrarà a la ciutat neerlandesa de Rotterdam.